# Ana d'Este
Ana d'Este (em italiano:  Anna d'Este; Ferrara, 16 de novembro de 1531 – Paris, 17 de maio de 1607) foi uma princesa importante, com influência considerável na corte da França e uma figura central das Guerras religiosas na França. Em seu primeiro casamento, ela foi duquesa de Aumale, depois de Guise, em seu segundo casamento foi duquesa de Némours e Genevois.

## Biografia
Ana d'Este nasceu em 16 de novembro 1531 como a filha mais velha do duque de Ferrara, Hércules II d'Este e de Renata de França, que era filha do rei Luís XII de França e de Ana, Duquesa da Bretanha. Ela cresceu em Ferrara, onde recebeu uma excelente educação. Ela também estudou música, canto, dança, história e pintura. A futura escritora e estudiosa, Olympia Fulvia Morata, foi escolhida como uma de suas companheiras na corte.
Ana se casou em 1549 com Francisco, Duque de Guise (Castelo de Bar, 17 de fevereiro de 1519 – Saint Mesmin, 24 de fevereiro de 1563), marquês de Mayenne, príncipe de Joinville, e segundo duque de Guise em 1550. Ana d´Este considerava o almirante de Gaspar II de Coligny responsável pela morte do marido, e sua entrevista com ele, em Moulins, foi somente de aparente reconciliação.
Casou-se depois em 1566 com Jaime, Duque de Nemours (Vauluisant, 1531 – Annecy, 1585), viúvo de Françoise de Rohan, filho de Filipe de Nemours (1490–1533) e de Charlotte de Longueville, em quem se extinguiu a linha masculina Saboia-Nemours, em 1651.
Assistiu à extinção de sua família e da Casa de Este, ao morrer seu irmão Afonso II d´Este, quinto duque de Ferrara, e depois da morte de seus próprios filhos, o Duque Henrique de Guise e o Cardeal de Guise, assassinados no castelo de Blois.
«Grande rei», teria ela exclamado diante da estátua de Luís XII, «por que construiu este castelo para que os filhos de sua neta nele perecessem!»
Ronsard cantou seus louvores:
Venus la sainte en ses grâces habite
Tous les amours logent en ses regards
Pour ce, a bon droit, telle dam mérite
D'avoir été femme de notre Mars.
Com seu primeiro marido teve sete filhos, entre os quais:
- Henrique I (1550–1588), apelidado o da Cicatriz, ou Balafré, 3.º Duque de Guise em 1563;
- Catarina de Guise (1552–1596), casada em 1570 com Luís de Bourbon, Conde de Montpensier;
- Carlos, Duque de Mayenne;
- Luís (1555–1588), arcebispo de Reims em 1574, cardeal de Guise;
- Antônio (1557–1560);
- Francisco (1559–1573);
- Maximiliano (1562–1567/68).

De seu segundo casamento:
- Carlos-Emanuel de Saboia-Nemours (1567–1595), 3.° Duque de Némours e Conde de Genebra;
- Margarida (1569–1572)
- Henrique I de Saboia-Nemours (1572–1632), sucessor do irmão como Duque de Némours e Conde de Genebra. Marido de Ana da Lorena, com quem teve filhos.